# James S. Cothran
James Sproull Cothran (* 8. August 1830 bei Abbeville, South Carolina; † 5. Dezember 1897 in New York City) war ein US-amerikanischer Politiker. Zwischen 1887 und 1891 vertrat er den Bundesstaat South Carolina im US-Repräsentantenhaus.

## Werdegang
James Cothran besuchte die öffentlichen Schulen seiner Heimat und studierte danach bis 1852 an der University of Georgia in Athens. Nach einem Jurastudium begann er als Rechtsanwalt zu arbeiten. Während des Bürgerkrieges war er Soldat in der Armee der Konföderierten Staaten.
In den Jahren 1876 und 1880 amtierte Cothran als Staatsanwalt im achten Gerichtsbezirk von South Carolina. Im gleichen Bezirk war er zwischen 1881 und 1886 als Richter tätig. Cothran war Mitglied der Demokratischen Partei. Bei den Kongresswahlen des Jahres 1886 wurde er im dritten Wahlbezirk von South Carolina in das US-Repräsentantenhaus in Washington, D.C. gewählt, wo er am 4. März 1887 die Nachfolge von D. Wyatt Aiken antrat. Nach einer Wiederwahl im Jahr 1888 konnte er bis zum 3. März 1891 zwei Legislaturperioden im Kongress absolvieren. 1890 verzichtete Cothran auf eine erneute Kandidatur. Er starb am 5. Dezember 1897 in New York.